# Phytomyza kurilensis
Phytomyza kurilensis este o specie de muște din genul Phytomyza, familia Agromyzidae, descrisă de Hiroaki Iwasaki în anul 2000. Conform Catalogue of Life specia Phytomyza kurilensis nu are subspecii cunoscute.